# Пефтуанеут
Пефтуанеут (Payeftjauemawyneith) био је високорангирани староегипатски званичник који је живео током 26. династије у Египту. Служио је под краљевима Апријесом и Ахмосеом II.  Његова мајка је била позната по имену Нанесбастет, а његов отац (који је био службеник) по имену Сасобек поседовао јенеколико титула укључујући и титулу „шеф палате“, „свештеника Хоруса из Пе“ и „свештеника Амуна из северне Тебе“.
Пефтуанеут  је за живота стекао многе важне титуле:   главног управника, шеф две ризнице и лекара. Као лекар  спровео је неке реформе у Абидосу и околини током периода Ахмоса II.
Данас је познат по неколико споменика који сведоче о његовом значају. и доказује његову важност у Египту. Једна од његових статуа, која је према натпису првобитно стајала у Хелиополису, сада се налази у Британском музеју (ЕА 83). Према натпису друге статуе (данас у Лувру , А 93). Током своје владавине, Јахмес је наредио многе рестаураторске радове у Абидосу и околини. Ђртвеник и трећа његова статуа пронађени су у Мемфису. Четврта статуа пронађена је у Буту.